# Жуково (Закарпатская область)
Жу́ково (укр. Жуково) — село в Ивановецкой сельской общине Мукачевского района Закарпатской области Украины.
Население по переписи 2001 года составляло 557 человек. Почтовый индекс — 89634. Телефонный код — 3131. Занимает площадь 1,241 км². Код КОАТУУ — 2122782301.